# Pièce de 100 francs Fraternité
Pour les articles homonymes, voir 100 francs.
La pièce de 100 francs français Fraternité est une pièce commémorative française émise en 1988.

## Frappes
| Millésime    | Tirage    | Remarques |
| ------------ | --------- | --------- |
| 1988 (essai) | 1 850     |           |
| 1988         | 4 840 011 |           |

## Sources
- René Houyez, Valeur des monnaies de France, Éditions Garcen.